# Melissoptila clypeata
Melissoptila clypeata är en biart som beskrevs av Urban 1998. Melissoptila clypeata ingår i släktet Melissoptila och familjen långtungebin. Inga underarter finns listade i Catalogue of Life.